# Paul de Sade
Paul de Sade war ein französischer Adliger des 14. und 15. Jahrhunderts aus dem Haus Sade.
Er war der dritte Sohn des Hugues II. de Sade und der Laura.
Am 19. April 1397 wurde er Ratgeber des Königs Martin I. von Aragon. Danach war er Sekretär der Yolanda d’Aragón, Königin von Neapel, Gräfin der Provence, und ihr Minister am Hof von Avignon. Am 24. Mai 1405 wurde er Bischof von Marseille.
Er hatte Nachkommen von mindestens zwei Generationen.